# Theobald II. (Lothringen)
Theobald II.  (* 1263; † 13. Mai 1312) war Herzog von Lothringen von 1303 bis 1312. Er war der Sohn von Herzog Friedrich III. und Marguerite de Champagne.

## Biografie
1298 nahm er an der Schlacht bei Göllheim gegen den deutschen König Adolf von Nassau teil, in deren Verlauf der König fiel. 1302 kämpfte er für den französischen König Philipp IV. in der Sporenschlacht gegen die Flamen, 1304 in der Schlacht bei Mons-en-Pévèle. Danach wurde er – gemeinsam mit Johann II. von Brabant und Amadeus V. von Savoyen damit beauftragt, mit den Flamen einen Friedensvertrag auszuhandeln. 1305 begleitete er Philipp nach Lyon zur Krönung des Papstes Clemens V.
Als Clemens V. den Zehnt bei den Klerikern einführen wollte, wurde Theobald mit der Durchsetzung in Lothringen beauftragt. Als sich Rainald von Bar, Bischof von Metz, sich dem Beschluss widersetzte, brach ein Krieg aus, der zum Vorteil des Herzogs von Lothringen endete.

## Ehe und Nachkommen
Er heiratete 1278 Isabelle, Dame de Rumigny (* 1263; † 1326), Tochter von Hugo, Herr von Rumigny, und Philippine d'Oulche; ihre Kinder waren:
- Friedrich IV. (Ferry IV.) (* 1282; † 1328), Herzog von Lothringen
- Mathias († um 1330), Herr von Darney, Boves, Blainville und Florennes
- Hugo, Herr von Rumigny, Martigny und Aubenton
- Maria, ⚭ 1324 Guy de Châtillon († 1362), Herr von Fère-en-Tardenois (Haus Châtillon)
- Margarete († 1348), ⚭ I um 1311 Guy de Dampierre, Graf von Seeland († 1311) (Haus Dampierre), ⚭ II 1313 Ludwig IV. († 1336), Graf von Looz und Chiny
- Isabella († 1353), ⚭ Erhard von Bar († 1337), Herr von Pierrepont (Haus Scarponnois)
- Philippina, Nonne